# Sinforoso Mutis Consuegra
Sinforoso Mutis Consuegra (Bucaramanga, Santander, 15 de julio de 1773-Santafé de Bogotá, 22 de agosto de 1822) fue un botánico neogranadino y patriota miembro de la Expedición Botánica y prócer de la Independencia de Colombia.

## Biografía
Nació en Bucaramanga, Santander, hijo del español Manuel Mutis Bosio, quien era hermano del sabio José Celestino Mutis y la colombiana María Ignacia Consuegra.
Estudió botánica y ciencias con su tío en el Colegio del Rosario de Bogotá ingresando como agregado a la Expedición Botánica en 1791 al tiempo que empezó a frecuentar algunas de las más conocidas y peligrosas tertulias santafereñas, llegando a participar al lado de Antonio Nariño, Francisco Antonio Zea, José María Lozano de Peralta, Andrés Otero, Santiago Vidal, José de Ayala y Vergara, José de Azuola y otros alumnos del Colegio del Rosario en la conspiración de 1794 por lo que fue detenido el 25 de agosto de 1794 y enviado a Cádiz el 18 de marzo de 1796 junto con Antonio Nariño y otros, llegando el 18 de marzo de 1796 al Castillo de San Sebastián.
En donde permaneció hasta abril de 1799 cuando el Secretario de Estado, Luis Mariano de Urquijo, admitió su solicitud de darle la ciudad por cárcel. El Consejo de Indias dictaminó que se debía dar por concluida la causa restituyéndole a Mutis y a los demás implicados su libertad, sus bienes y la posibilidad de continuar en sus estudios, empleos o profesiones "sin nota y como si no se hubiese procedido contra ellos." Finalmente, y mediante real cédula expedida el 31 de agosto de 1799, el Rey Carlos IV acogió en su totalidad el dictamen del Consejo y ordenó la inmediata libertad de los procesados.
En 1800 se trasladó a Madrid, donde ejerció la botánica, con Antonio José Cavanilles, en el Real Jardín Botánico de Madrid. Regresó a Nueva Granada, se unió a la Expedición Botánica, organizada por su tío, y fue enviado a Cartagena de Indias para estudiar su flora. En 1808 regresó a Santafé, procedente de Cuba, en donde había contraído matrimonio con Ángela Gama Fernándelz y fue nombrado director de la Expedición Botánica tras el fallecimiento de su tío. En 1809 comenzó a revisar el Arcano de la quina de su tío añadiendo una introducción nueva y una sección sobre taxonomía y afirmando que las tres especies no medicinales descritas por José Celestino Mutis no pertenecían al género Cinchona, juicio que la moderna botánica ha confirmado.
En 1810 publicó en el semanario del Nuevo Reino de Granada una memoria sobre la Expedición Botánica y las descripciones de las plantas denominadas Amaria, Caldasia, Pombea, Lozania, Valenzuelia y Consuegria y la nueva especie Buchnera grandiflora, descrita por José Celestino Mutis en 1766. El 20 de julio de 1810, es designado por el Cabildo de Santa Fe diputado del pueblo y miembro de la Junta Suprema de Gobierno y firma el Acta de Independencia y en 1811 participó en la redacción de la Constitución del Estado Soberano de Cundinamarca. En 1812 reasumió por corto tiempo las actividades como director de la Expedición Botánica que habían sido suspendidas tras los sucesos de 1810, pues en 1813 se alistó en el ejército de Antonio Nariño para la Campaña del Sur en grado de coronel.
En 1815 logra salvar del saqueo los materiales de la Expedición Botánica por las tropas de Simón Bolívar que habían invadido la sede de esa Institución. En 1816 fue arrestado por Pablo Morillo y condenado al embargo de sus bienes, prisión y destierro en Omoa, Honduras para donde salió el 29 de agosto de 1816 pero solo alcanzó a llegar hasta Panamá pues el virrey determinó el regreso de los prisioneros a Cartagena y el 24 de enero de 1817 el Rey Fernando VII le concedió el indulto a Mutis y a otros prisioneros permaneciendo en esa ciudad de donde fue expulsado por el Gobernador durante el asedio de las tropas libertadoras. Regresó a Santa Fe y participó luego en el Congreso Constituyente en 1821.
Murió en Santafé de Bogotá el 21 de agosto de 1822.

## Homenajes
El Ejército Nacional creó el Batallón de Instrucción, Entrenamiento y Reentrenamiento Nº 2 “ Sinforoso Mutis Consuegra” en la Vereda El Cenizo, Aracataca (Magdalena) perteneciente a la Primera División.